# HDMI
HDMI (High-Definition Multimedia Interface) este o interfață audio/video proprie pentru transmiterea datelor video necomprimate și a datelor audio digitale comprimate sau necomprimate de la un dispozitiv sursă compatibil HDMI, cum ar fi un controler de afișare, pe un monitor de computer compatibil, videoproiector, televiziune digitală sau dispozitiv audio digital. HDMI este un înlocuitor digital pentru standardele video analogice.
HDMI implementează standardele EIA / CEA-861, care definesc formate video și forme de undă, transportul audio LPCM comprimat și necomprimat, date auxiliare și implementări ale VESA EDID.(p. III) Semnale CEA-861 purtate de HDMI sunt compatibile electric cu semnalele CEA-861 utilizate de Interfața Vizuală Digitală (DVI). Nu este necesară conversia semnalului și nici nu se pierde calitatea video atunci când este utilizat un adaptor DVI-HDMI.(§C) Capacitatea CEC (Consumer Electronics Control) permite dispozitivelor HDMI să se controleze reciproc atunci când este necesar și permite utilizatorului să opereze mai multe dispozitive cu un dispozitiv de comandă de la distanță.(§6.3)
Mai multe versiuni de HDMI au fost dezvoltate și implementate de la lansarea inițială a tehnologiei, dar toate folosesc același cablu și conector. În afară de capacitatea îmbunătățită de audio și video, performanță, rezoluție și spații color, versiunile mai noi au funcții avansate opționale, cum ar fi extensiile 3D, conexiunea de date Ethernet și extensiile CEC (Consumer Electronics Control).
Producerea produselor HDMI de consum a început la sfârșitul anului 2003. În Europa, DVI-HDCP sau HDMI este inclusă în specificația de etichetare HD ready în magazin pentru televizoare HDTV, formulată de EICTA împreună cu SES Astra în 2005. HDMI a început să apară pe televizoarele consumatorilor HD în 2004 și camere video și camere digitale în 2006. Începând cu 6 ianuarie 2015 (doisprezece ani de la lansarea primei specificații HDMI), peste 4 miliarde de dispozitive HDMI au fost vândute.

## Legături externe
- Materiale media legate de HDMI la Wikimedia Commons
- HDMI Licensing, LLC.
- Dolby Podcast Episode 60 – March 26, 2009 –  Part one of a two-part discussion with Steve Venuti, President, and Jeff Park, Technology Evangelist, of HDMI Licensing.
- Dolby Podcast Episode 62 – April 23, 2009 –  Part two of a two-part discussion with Steve Venuti, President, and Jeff Park, Technology Evangelist, of HDMI Licensing.